# Saguinus mystax pileatus
Saguinus mystax pileatus är en underart till primaten Saguinus mystax som ingår i släktet tamariner och som förekommer i Brasilien i västra Amazonområdet. Taxonets status är omstridd. IUCN listar populationen som underart och andra zoologer godkänner den som art.
Underarten lever i regionen som ligger mellan utbredningsområdena för Saguinus mystax mystax och Saguinus mystax pluto. Saguinus mystax pileatus är en vanligt förekommande primat och den hotas bara måttlig av habitatförändringar. IUCN listar den som livskraftig (least concern).
Djuret har nästan samma utseende och storlek som nominatformen Saguinus mystax mystax. I den svarta pälsen finns ibland några ljusbruna hår inblandade. Kännetecknande är en rödaktig luva på huvudet.